# Родичі (присілок)
Ро́дичі (рос. Родичи) — присілок у складі Котельницького району Кіровської області, Росія. Адміністративний центр Родичівського сільського поселення.
Населення становить 264 особи (2010, 310 у 2002).
Національний склад станом на 2002 рік — росіяни 88 %.